# Kremplina
Kremplina – nazwa handlowa dzianiny z włókna poliestrowego, która była popularna w Polsce w latach 70. XX wieku. Była wykorzystywana do szycia garniturów i sukienek; nie rozciągająca się, nieprzewiewna i nie gniotąca się. Z ang. 'crimplene'.
Cieńszy zamiennik krempliny to bistor.